# Crkva sv. Luke u Dubrovniku
Crkva sv. Luke, zaštićeno kulturno dobro u Dubrovniku.

## Opis dobra
Smještena je u povijesnoj jezgri, u Ulici sv .Dominika nasuprot apside dominikanske crkve, a podno kule sv. Luke. Samostojeća longitudinalna kamenim klesancima građena jednobrodna građevina s kupolom i polukružnom apsidom, pravilne orijentacije, prvi put se spominje 1245. godine. Korpus crkve tvori predromanička crkva, u čijem je središnjem dijelu kupola s tamburom, koja je postala apsidom kasnijih povećavanja crkve, dograđivane u nekoliko navrata, posljednji put 1787. godine. Nakon francuske okupacije crkva je pretvorena u skladište, danas je van kulta te se u njoj nalazi prodajna galerija.

## Zaštita
Pod oznakom Z-6440 zavedena je kao nepokretno kulturno dobro - pojedinačno, pravna statusa zaštićena kulturnog dobra, klasificiranog kao sakralna graditeljska baština.